# Tetràmer

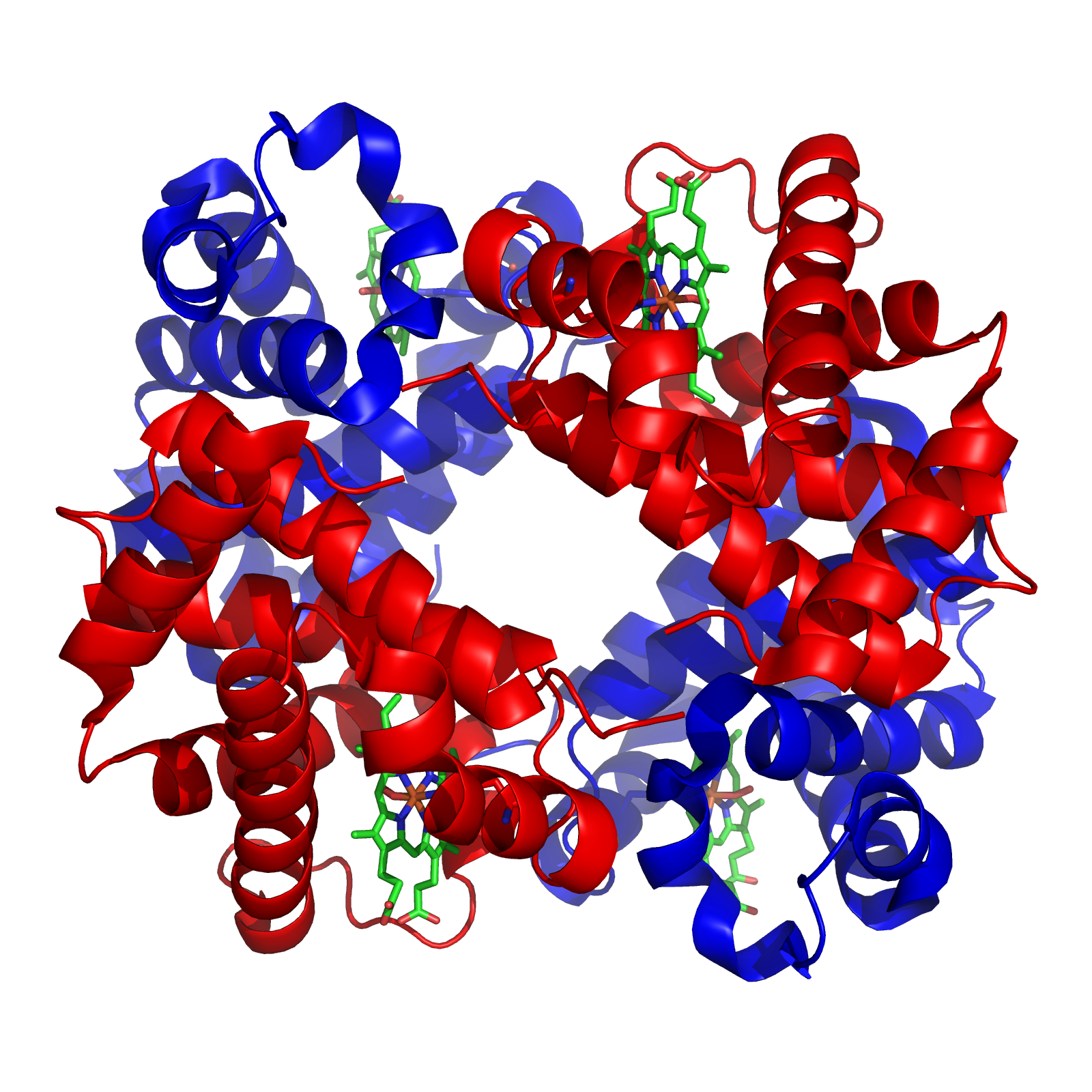
Un exemple de subunitat de la proteïna humana hemoglobina. Les subunitats α i β de les proteïnes estan de color vermell i blau.

Un tetràmer és un objecte d'estudi que està format per quatre parts aparentment iguals. La propietat associada es diu tetrameria.
En la química aquest terme es refereix a la molècula composta de quatre monòmers (per exemple, kobofenol A.
En la bioquímica, es refereix a una biomolècula formada per 4 unitats que són el mateix (homotetràmer), com per exemple, Concanavalina A o diferent (heterotetràmer), com l'hemoglobina. Les biomolècules solen ser macromolècules proteiques formades per 4 subunitats de proteïna.